# Henning Grunwald

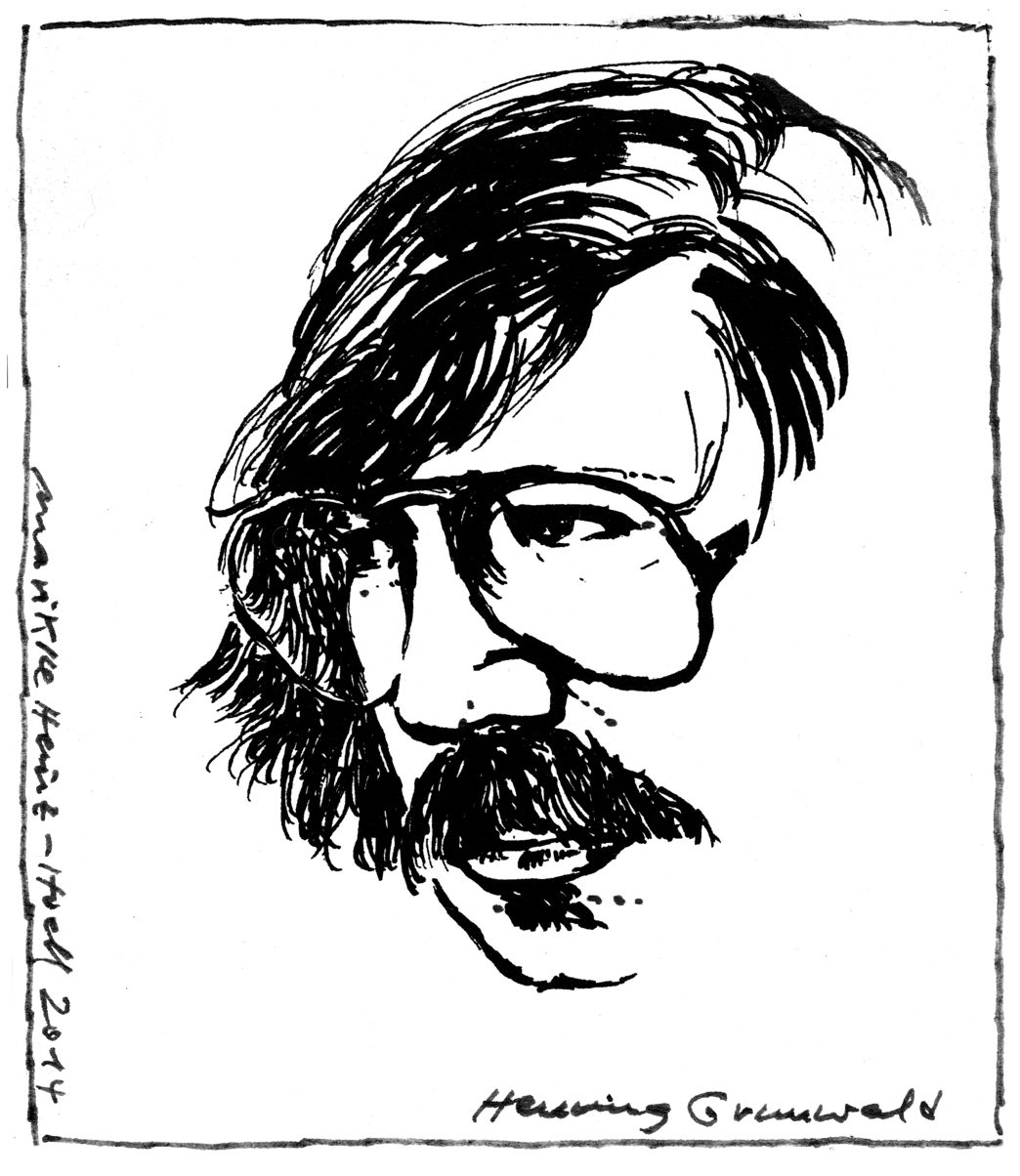
Marikke Heinz-Hoek: Henning Grunwald

Henning Grunwald, eigentlich Hans-Henning Glade (* 9. Januar 1942 in Bremen; † 3. Juli 2009 in Bremen), war ein deutscher Schriftsteller und Verfasser von Romanen, Essays und Gedichten.

## Biografie
Grunwald absolvierte das Alte Gymnasiums in Bremen. Er studierte Literaturwissenschaft, Philosophie und Kunstgeschichte.
Gefördert wurde Grunwald von Adolf Muschg. Er schrieb zunächst Rezensionen und Essays, so über die strukturalistische Methode in der Literaturwissenschaft und sprachlichen Eskapismus. Zwischen 1974 und 1981 veröffentlichte er regelmäßig  in Alfred Kolleritschs Literaturmagazin Manuskripte, wo 1974–1976 auch sein Roman „Der Drehkäfig“ in 7 Fortsetzungen erschien.
Seine Lyrik beschrieb die Zeitschrift Die Neue Bücherei 1982 so:

„Der Effekt von G[runwald]s Gedichten resultiert vorwiegend aus der Diskrepanz zwischen einer aufgelockerten Vulgärsprache und ihren sehr ernsthaften Anliegen: der immerwährenden Bedrohung des Menschen durch Zeit- und die Umweltfaktoren.“

1980 nahm Grunwald am Ingeborg-Bachmann-Wettbewerb in Klagenfurt teil. 1983 erhielt er den Förderpreis für Literatur zum Kunstpreis Berlin.
Er lebte und arbeitete zunächst in und bei Erlangen, später im Stadtteil Schwachhausen seiner Heimatstadt Bremen. Grunwald, der an einer ausgeprägten Sozialphobie litt,  zog sich die letzten Jahrzehnte weitestgehend aus der Literaturszene und Öffentlichkeit zurück. 2009 starb er an Herzversagen.

## Werke
Bücher
- mit Karin Kiwus (Hrsg.): Vom Essen und Trinken. Frankfurt am Main 1978, ISBN 978-3-45-831993-1.
- Neue Beschreibung der Eingeborenen. Stuttgart 1978, ISBN 978-3-12-903180-3.
- Die Versager. Stuttgart 1979, ISBN 978-3-12-903190-2.
- Das Wort hat der Ichkönig. Stuttgart 1981, ISBN 978-3-12-902811-7.
- Der Narr wirds schon reimen. Stuttgart 1982, ISBN 978-3-60-895106-6.

Einzelbeiträge
- Zwischer – Imaginäres Tagebuch. In: Neue Kronen Zeitung. 29. Juni 1974, S. 24.
- Dadatropismus oder Die alexandrinische Paralyse. In: Sprache im technischen Zeitalter. 55, 1975, S. 190–201.
- Im Garten der Bibliothek von Alexandria. In: 450 Jahre Altes Gymnasium zu Bremen. 1528–1978. Bremen 1978, S. 183–190.
- Und unser Dilemma morgen? In: Günter Kunert, Jürgen Manthey, Delf Schmidt (Hrsg.): Rowohlt Literaturmagazin 13. Wie halten wir es mit dem Neuen? Innovation und Restauration im Zeichen einer vergangenen Zukunft. Reinbek b. Hamburg 1980, S. 250–261.
- Die Entstehung der Gravitation aus der Verhaltensstörung des Apfels. In: Manuskripte. Zeitschrift für Literatur. 21, Nr. 73, 1981, S. 66–68.
- (T)Error und Spiel. In: Marikke Heinz-Hoek: Errors. Berlin 1993 (Ausstellungskatalog Künstlerhaus Bethanien); Marikke Heinz-Hoek: Memo. Nürnberg 1997 (Ausstellungskatalog Oldenburger Kunstverein).